# Sport Club Sangiuseppese 1994-1995
Questa voce raccoglie le informazioni riguardanti lo Sport Club Sangiuseppese nelle competizioni ufficiali della stagione 1994-1995.

## Rosa
| N. |                   | Ruolo | Calciatore         |
| -- | ----------------- | ----- | ------------------ |
|    | Italia (bandiera) | C     | Salvatore Archetti |
|    | Italia (bandiera) | C     | Massimo Barbato    |
|    | Italia (bandiera) | D     | Leonardo Barnabà   |
|    | Italia (bandiera) | D     | Ciro Caccavalle    |
|    | Italia (bandiera) | D     | Ferdinando Casillo |
|    | Italia (bandiera) | C     | Ciro Castellano    |
|    | Italia (bandiera) | C     | Mario Cerrino      |
|    | Italia (bandiera) | D     | Pasquale Chiaro    |
|    | Italia (bandiera) | D     | Angelo Cioffi      |
|    | Italia (bandiera) | C     | Maurizio Conte     |
|    | Italia (bandiera) | P     | Domenico Corcione  |
|    | Italia (bandiera) | C     | Luigi Correale     |
|    | Italia (bandiera) |       | Corrente           |
|    | Italia (bandiera) | D     | Antonio Costanzo   |

| N. |                   | Ruolo | Calciatore           |
| -- | ----------------- | ----- | -------------------- |
|    | Italia (bandiera) | A     | Rosario Cunto        |
|    | Italia (bandiera) | C     | Giovanni Cutolo      |
|    | Italia (bandiera) | A     | Domenico D'Antò      |
|    | Italia (bandiera) | D     | Pietro De Matteo     |
|    | Italia (bandiera) | D     | Bruno Guadagno       |
|    | Italia (bandiera) | D     | Giuseppe Longino     |
|    | Italia (bandiera) | A     | Aniello Matrone      |
|    | Italia (bandiera) | P     | Carlo Pagliarulo     |
|    | Italia (bandiera) |       | Parente              |
|    | Italia (bandiera) | A     | Paolo Pasini         |
|    | Italia (bandiera) | P     | Agostino Santaniello |
|    | Italia (bandiera) | C     | Luca Tascone         |
|    | Italia (bandiera) | A     | Marco Ventura        |
|    | Italia (bandiera) | C     | Antonio Vona         |
|    | Italia (bandiera) | A     | Nicola Zagari        |